# Código administrativo
O Código Administrativo foi na tradição administrativista portuguesa um diploma legal que reunia as normas referentes à organização administrativa do território e às competências, funcionamento e orgânica dos órgãos distritais e autárquicos. Após a entrada em vigor da Constituição Portuguesa de 1976, o Código Administrativo foi perdendo relevância, estando hoje em boa parte revogado ou derrogado.

## Códigos administrativos portugueses
Foram os seguintes os códigos administrativos portugueses:
- A Lei de 20 de Julho de 1822 e a Constituição de 1822, sem aplicação prática e sem carácter de código administrativo;
- A reforma administrativa de Mouzinho da Silveira, aprovada pelo Decreto n.º 23, de 16 de Maio de 1832, proposto por Mouzinho da Silveira, ainda com carácter incipiente, não sendo um verdadeiro código administrativo nem tendo aplicação generalizada dada ser aprovado em plena Guerra Civil Portuguesa (1828-1834);
- A Lei de 25 de Abril de 1835, que se integrou depois no Código Administrativo de 1836, complementado pelo Decreto de 6 de Novembro de 1836, operacionalizado a 31 de Dezembro de 1836 e referendado por Passos Manuel. Foi o primeiro código administrativo português, introduzindo o conceito na tradição administrativa de Portugal.
- Lei de 20 de Outubro de 1840 e Código Administrativo de 1842, promulgado em 16 de Março de 1842 e referendado por Costa Cabral. Embora com múltiplas tentativas de reforma, vigorou longamente, mantendo-se em aplicação até à promulgação do Código Administrativo de 1878.
- Código Administrativo de 1867 (também conhecido por Lei da Administração Civil de 1867 ou Código Mártens Ferrão), aprovado pela Lei de 26 de junho de 1867. A divisão administrativa resultada foi publicada em mapa anexo ao Decreto de 10 de dezembro de 1867. Foi efémero, caindo com a Janeirinha, que restaurou o Código de 1840.
- Código Administrativo de 1870
- Código Administrativo de 1878, elaborado com base em reforma proposta em 1872 por Rodrigues Sampaio e promulgado a 6 de Maio de 1878. O código manteve a divisão do território em distritos, concelhos e paróquias, mas os concelhos municipais foram suprimidos enquanto os conselhos de distrito continuaram a desempenhar funções contenciosas. De carácter descentralizador, a tutela do governo foi reduzida, permitindo que as decisões dos corpos administrativos fossem prontamente executadas, o que acontecia pela primeira vez.
- Código Administrativo de 1886, promulgado a 17 de Julho de 1886, por iniciativa de José Luciano de Castro. De carácter centralizador, procurou reduzir o ímpeto descentralizador introduzido pelo Código Administrativo de 1878.
- Código Administrativo de 1896, promulgado a 2 de Março de 1895, por iniciativa de João Franco, num governo de ditadura e sem ratificação parlamentar. Após apreciação parlamentar, foi promulgado sob a forma de Lei a 4 de maio de 1896, com as alterações produzidas no parlamento (por isso frequentemente referido como o Código Administrativo de 1895 e de 1896.
- Lei n.º 88, de 7 de Agosto de 1913, repondo em vigor normas estatuídas no Código Administrativo de 1878, enquanto se não promulgasse novo código. Durante a I República Portuguesa (1910-1926), tal não viria a acontecer. Aquela Lei era parte do projecto de Código Administrativo, organizado sob a orientação de António José de Almeida, que não chegou a ser aprovado pelo Senado, embora tivesse sido aprovado na Câmara dos Deputados.
- Código Administrativo de 1940, aprovado pelo Decreto-Lei n.º 31 095, de 31 de Dezembro de 1940, ainda em vigor, embora com múltiplas alterações, revogações e derrogações.